# Wallenberg (familie)

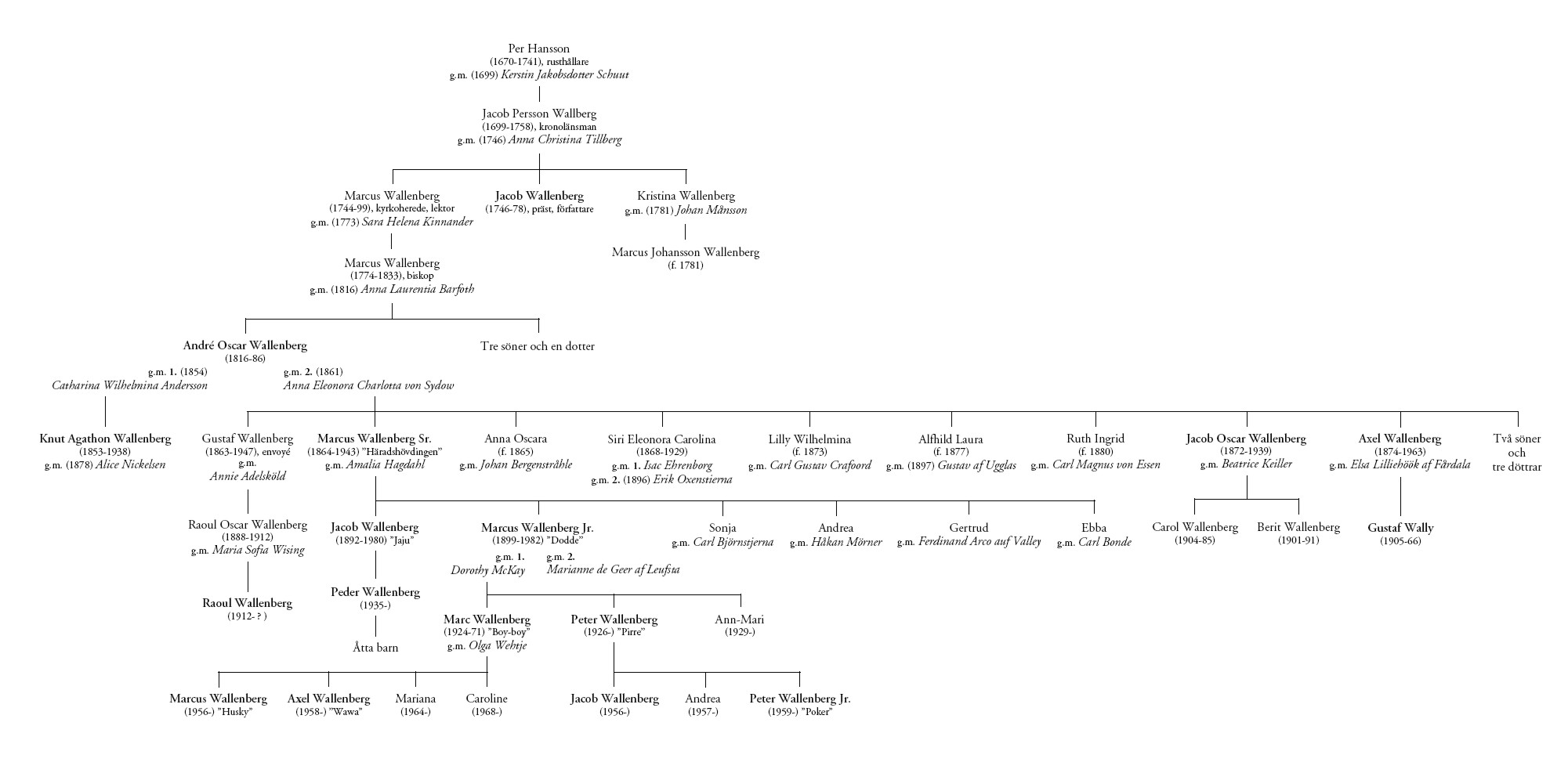
Stamboom van de familie Wallenberg

De familie Wallenberg is een van de rijkste en invloedrijkste families van Zweden. De familie komt uit Östergötland en de meeste leden van de familie waren bankiers, industriëlen of diplomaten. André Oscar Wallenberg (1816-1886) richtte in 1856 de Stockholms Enskilda Bank (nu: Skandinaviska Enskilda Banken) op. In 1916 richtte de familie de investeringsmaatschappij Investor op. De familie Wallenberg is via Investor mede-eigenaar van een aantal grote Zweedse bedrijven. Doordat veel familieleden ook zitting nemen in de raden van bestuur bij veel van deze bedrijven is hun directe invloed groot. 
Het bekendste lid van de familie is de diplomaat Raoul Wallenberg (1912-../??). Hij heeft in de Tweede Wereldoorlog het leven van tienduizenden joden gered. 

## Bekende leden
```
-- 
Marcus Wallenberg
 (1774-1833)
 |
 |-- 
André Oscar Wallenberg
 (1816-1886)
 |
 |-- 
Knut Wallenberg
 (1816-1886)
   |
   |-- 
Gustaf Wallenberg
 (1863-1937)
   | |
   | |-- Raoul Wallenberg sr. (1889?-1912)
   |   |
   |   |-- 
Raoul Wallenberg
 (1912-../????) Overlijdensdatum onbekend
   |
   |-- 
Marcus Wallenberg sr.
 (1864-1943)
     |
     |-- 
Jacob Wallenberg sr.
 (1892-1980)
     |     
     |-- 
Marcus Wallenberg jr.
 (1899-1982)
       |
       |-- 
Marc Wallenberg
 (1924-1971)
       | |
       | |-- 
Marcus Wallenberg
 (1956)
       | |
       | |-- 
Axel Wallenberg
 (1958-2011)
       |
       |-- 
Peter Wallenberg sr.
 (1926-2015)
         |
         |-- 
Jacob Wallenberg
 (1956)
         |
         |-- 
Peter Wallenberg jr.
 (1959)
```